# Unghi

"∠", simbolul unghiului.

Unghiul reprezintă alăturarea a două semidrepte având originea într-un punct comun. Cuvântul „unghi” provine din latină, cuvântul angulus însemnând „colț”. Originea semidreptelor se numește vârful unghiului, iar cele două semidrepte sunt laturile lui. Dacă semidreptele sunt identice unghiul se numește unghi nul. Dacă semidreptele sunt opuse unghiul se numește unghi alungit sau unghi cu laturile în prelungire. Un unghi nici nul nici alungit este unghi propriu.
Măsura unghiului este o mărime fizică adimensională atașată unghiului și exprimă printr-o valoare numerică gradul aproprierii sau depărtării (deschiderii) între semidreptele care formează unghiul. Această valoare numerică permite ordonarea unghiurilor având deschideri diferite. Unghiurile nenule sunt formate de drepte care se intersectează, iar punctul de intersecție e vârful unghiului.
Cea mai frecventă unitate de măsură a unghiurilor este gradul sexagesimal. Utilizând această unitate, unghiului alungit i se atribuie valoarea de 180 de grade. Unghiul alungit este de măsura a două unghiuri drepte. De asemenea, este utilizat și radianul (abreviat rad), care este egal cu 180/π grade.

## Unghiuri adiacente
Un unghi poate fi divizat în mai multe unghiuri alăturate sau adiacente. Măsura acestor unghiuri se poate aduna obținându-se egalitatea cu măsura unghiului inițial. Unghiurile formate prin divizare prin reuniune refac unghiul inițial. Adunarea măsurii unghiurilor este definită pentru unghiuri adiacente.

## Tipuri de unghiuri

Unghi drept
Unghi ascuțit (a), obtuz (b) și alungit (c). Aici, a și b sunt unghiuri suplementare.
Unghi reflex
Unghiurile complementare a şi b (b este complementarul lui a, iar a este complementarul lui b).

După măsură, unghiurile se clasifică astfel:
- Unghiurile cu laturile una peste alta se numesc unghiuri nule, având măsura 0 grade/zero radiani.
- Unghiurile cu o măsură între a unui unghi nul și a unui unghi drept  se numesc unghiuri ascuțite.
- Unghiurile ale căror laturi sunt perpendiculare) se numesc drepte, având măsura de 90 de grade (π/2 radiani).
- Unghiurile cu o măsură peste a unui unghi drept și mai mică de un unghi alungit se numesc unghiuri obtuze.
- Unghiurile ale căror laturi sunt una în prelungirea celeilalte) se numesc alungite și au măsura de 180 de grade (π radiani).
- Unghiurile cu măsură mai mare ca a unui unghi alungit se numesc unghiuri reflexe.

De asemenea, dacă două unghiuri măsoară împreună cât un unghi drept, acestea se numesc unghiuri complementare, iar dacă măsoară împreună cât un  unghi alungit se numesc unghiuri suplementare.
Două unghiuri cu vârful comun, o latură comună și celelalte laturi situate de o parte și de alta a laturii comune se numesc unghiuri adiacente.

## Bisectoarea unui unghi
Bisectoarea unui unghi este semidreapta interioară, cu originea în vârful unghiului, care împarte unghiul respectiv în două unghiuri congruente (unghiuri cu aceeași măsură).

## Unghiul dintre doi vectori
Fie V un spațiu euclidian și x, y doi vectori nenuli din V.
Se definește măsura unghiului dintre vectorii x, y numărul real {\displaystyle \theta \in [0,2\pi ]} dat de formula:
{\displaystyle \cos \theta ={\frac {\langle x,y\rangle }{\|x\|\cdot \|y\|}},}
unde {\displaystyle \langle x,y\rangle } reprezintă produsul scalar al celor doi vectori, iar la numitor este produsul modulelor vectorilor.